# Matheus Índio (calciatore 1999)
Matheus Índio, pseudonimo di Matheus Salgueiro Pains (Rio de Janeiro, 27 agosto 1999), è un calciatore brasiliano, centrocampista del Qingdao Xihaian.

## Carriera
Cresciuto nel settore giovanile del São Caetano, debutta in prima squadra il 26 maggio 2019, in occasione dell'incontro di Série D perso per 3-2 contro l'Atlético Tubarão. Nel 2020 approda in Europa al Trofense, militante nella terza divisione portoghese. Il 18 maggio 2022 compie un salto di categoria, quando viene acquistato dal Vitória Guimarães, firmando un contratto fino al 2025. Fa il suo esordio con il club portoghese il 7 agosto successivo, disputando l'incontro di Primeira Liga vinto per 0-1 contro il Chaves. Tre giorni dopo, esordisce anche nelle competizioni europee, nell'incontro dei turni preliminari di Conference League vinto per 1-0 contro l'Hajduk Spalato.

## Statistiche

### Presenze e reti nei club
Statistiche aggiornate al 21 novembre 2022.
| Stagione           | Squadra            | Campionato         | Campionato | Campionato | Coppe nazionali | Coppe nazionali | Coppe nazionali | Coppe continentali | Coppe continentali | Coppe continentali | Altre coppe | Altre coppe | Altre coppe | Totale | Totale |
| Stagione           | Squadra            | Comp               | Pres       | Reti       | Comp            | Pres            | Reti            | Comp               | Pres               | Reti               | Comp        | Pres        | Reti        | Pres   | Reti   |
| ------------------ | ------------------ | ------------------ | ---------- | ---------- | --------------- | --------------- | --------------- | ------------------ | ------------------ | ------------------ | ----------- | ----------- | ----------- | ------ | ------ |
| 2019               | São Caetano        | D                  | 2          | 0          |                 | -               | -               |                    | -                  | -                  |             | -           | -           | 2      | 0      |
| feb.-ago. 2020     | São Caetano        | A2/SP              | 10         | 0          |                 | -               | -               |                    | -                  | -                  |             | -           | -           | 10     | 0      |
| Totale São Caetano | Totale São Caetano | Totale São Caetano | 12         | 0          |                 | -               | -               |                    | -                  | -                  |             | -           | -           | 12     | 0      |
| ott. 2020-2021     | Trofense           | CdP                | 23         | 1          | CP              | 1               | 0               |                    | -                  | -                  |             | -           | -           | 24     | 1      |
| 2021-2022          | Trofense           | LdH                | 30         | 0          | CP+CdL          | 1+1             | 0               |                    | -                  | -                  |             | -           | -           | 32     | 0      |
| Totale Trofense    | Totale Trofense    | Totale Trofense    | 53         | 1          |                 | 3               | 0               |                    | -                  | -                  |             | -           | -           | 56     | 1      |
| 2022-2023          | Vitória Guimarães  | PL                 | 4          | 0          | CP+CdL          | 1+1             | 0               | UECL               | 1                  | 0                  |             | -           | -           | 7      | 0      |
| Totale carriera    | Totale carriera    | Totale carriera    | 69         | 1          |                 | 5               | 0               |                    | 1                  | 0                  |             | -           | -           | 75     | 1      |

## Palmarès

### Club

#### Competizioni statali
- Copa Paulista: 1

São Caetano: 2019

#### Competizioni nazionali
- Campeonato de Portugal: 1

Trofense: 2020-2021